# Silver Springs Shores
Silver Springs Shores ist  ein census-designated place (CDP) im Marion County im US-Bundesstaat Florida. Das U.S. Census Bureau hat bei der Volkszählung 2020 eine Einwohnerzahl von 24.846 ermittelt.

## Geographie
Silver Springs Shores liegt rund 10 km südöstlich von Ocala. Orlando liegt 90 km, Tampa 140 km und Jacksonville 160 km entfernt.

## Demographische Daten
Laut der Volkszählung 2010 verteilten sich die damaligen 6539 Einwohner auf 3392 Haushalte. Die Bevölkerungsdichte lag bei 527,3 Einw./km². 57,5 % der Bevölkerung bezeichneten sich als Weiße, 33,3 % als Afroamerikaner, 0,6 % als Indianer und 1,1 % als Asian Americans. 4,5 % gaben die Angehörigkeit zu einer anderen Ethnie und 3,0 % zu mehreren Ethnien an. 16,3 % der Bevölkerung bestand aus Hispanics oder Latinos.
Im Jahr 2010 lebten in 30,2 % aller Haushalte Kinder unter 18 Jahren sowie in 42,4 % aller Haushalte Personen mit mindestens 65 Jahren. 63,2 % der Haushalte waren Familienhaushalte (bestehend aus verheirateten Paaren mit oder ohne Nachkommen bzw. einem Elternteil mit Nachkomme). Die durchschnittliche Größe eines Haushalts lag bei 2,45 Personen und die durchschnittliche Familiengröße bei 3,02 Personen.
26,7 % der Bevölkerung waren jünger als 20 Jahre, 22,3 % waren 20 bis 39 Jahre alt, 22,5 % waren 40 bis 59 Jahre alt und 28,4 % waren mindestens 60 Jahre alt. Das mittlere Alter betrug 41 Jahre. 46,1 % der Bevölkerung waren männlich und 53,9 % weiblich.
Das durchschnittliche Jahreseinkommen lag bei 26.910 $, dabei lebten 17,3 % der Bevölkerung unter der Armutsgrenze.
Im Jahr 2000 war Englisch die Muttersprache von 88,16 % der Bevölkerung, spanisch sprachen 10,92 % und 0,92 % hatten eine andere Muttersprache.